# 미디 운하

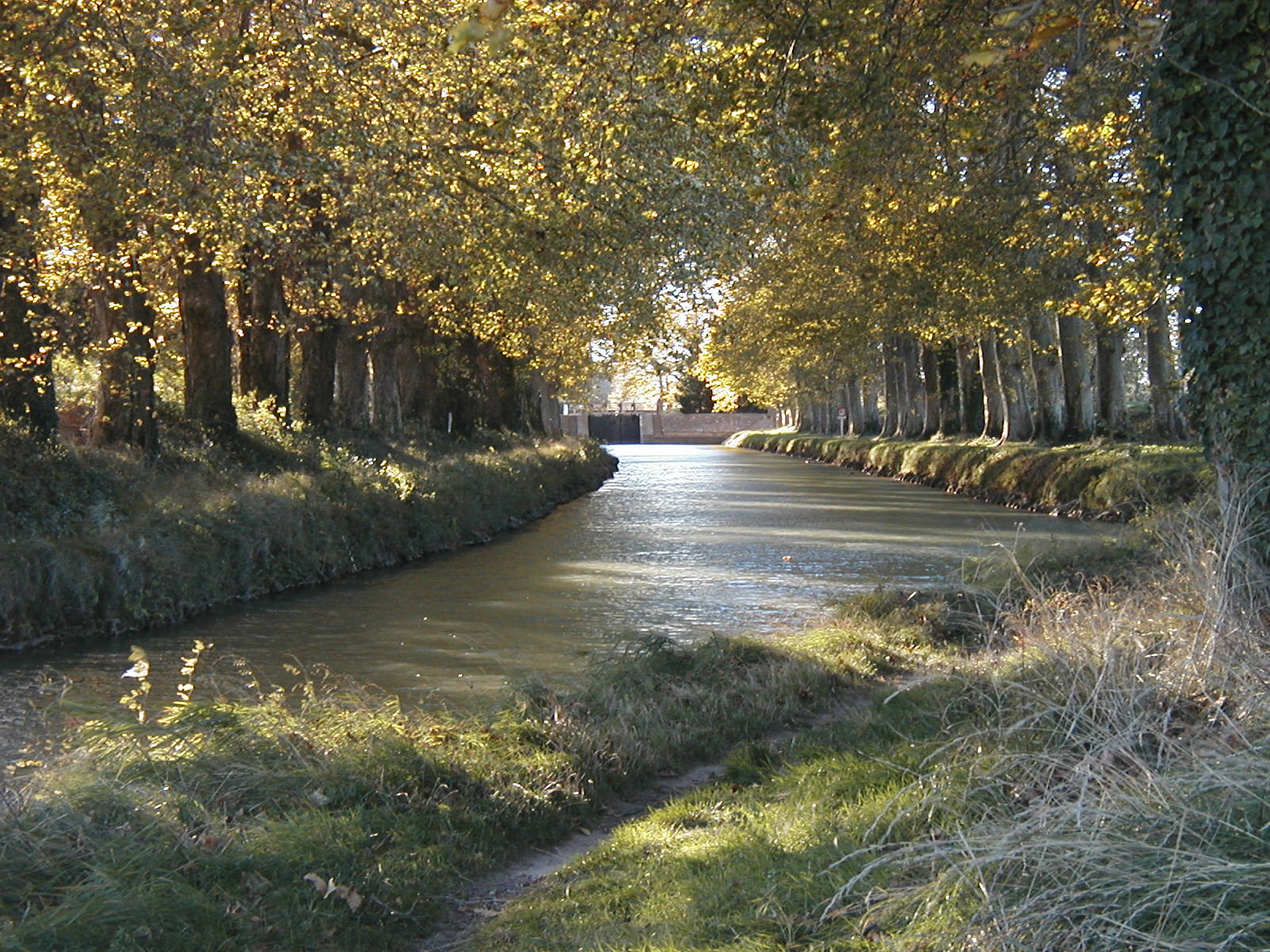
미디 운하

미디 운하(프랑스어: Canal du Midi)는 가론강 중류의 툴루즈와 지중해를 연결하는 길이 360km의 운하이다. 수로, 수문, 다리, 터널 등 모두 328개의 구조물이 설치되어 있다. 미디 운하는 1667~1694년에 건설되어 이후 산업혁명의 기반을 마련했다.